# Shingo Arizono
Shingo Arizono (født 4. december 1985) er en japansk fodboldspiller.